# Auguste Velghe
Auguste Velghe (Kortrijk, 5 maart 1831 - aldaar, 30 juli 1912) was een Belgisch kunstschilder.

## Levensloop
Velghe was de broer van de kunstschilders Jan en Aimé Velghe. Hijzelf specialiseerde zich in stillevens met bloemen, vruchten en accessoires. Zijn schilderijen maken vaak een overladen indruk. Hij verbleef langere tijd in Parijs.
Hij nam deel aan de Driejaarlijkse Salons in Antwerpen, Brussel en Gent. In buitenlandse tentoonstellingen in Melbourne, Sydney en Caracas won Velghe telkens een onderscheiding.

## Trivia
- Portretfoto op de Beeldbank West-Vlaanderen

## Musea
- Kortrijk, Stedelijk Museum: "Stilleven met druiven en perziken", "Stilleven met druiven"